# Verwaltungsgemeinschaft Ballenstedt
Die Verwaltungsgemeinschaft Ballenstedt war eine Verwaltungsgemeinschaft im Landkreis Quedlinburg in Sachsen-Anhalt und hatte ihren Sitz in Ballenstedt.

## Mitgliedsgemeinden
| - Badeborn - Ballenstedt - Radisleben |

## Geschichte
Die Verwaltungsgemeinschaft Ballenstedt wurde 1994 durch den freiwilligen Zusammenschluss von drei Gemeinden gegründet. Die Gemeinde Badeborn wurde schon zum 1. Januar 2002 zur Stadt Ballenstedt eingemeindet. Die Verwaltungsgemeinschaft wurde zum 1. Januar 2005 aufgelöst und die Gemeinden wurden in die neu gegründete Verwaltungsgemeinschaft Ballenstedt/Bode-Selke-Aue eingegliedert.